# 张大煜
张大煜（1906年2月15日—1989年2月20日），字任宇，男，江苏江阴人，中国物理化学家，中国催化科学的奠基人之一，中国科学院院士。

## 生平
张大煜中学毕业后考入北洋大学，后转入清华大学直至1929年从该校毕业。毕业同年考取了美国和德国公费留学资格，并最终选择赴德国德累斯顿大学学习胶体与表面化学，1933 年获工学博士学位。
1949年参与组建中华人民共和国治下的第一所现代综合大学大连大学（今日大连理工大学、大连医科大学、大连外国语大学前身）
1950年代组建中国第一个石油研究所—大连大学科学研究所（今中国科学院兰州化学物理研究所）。1954年，他当选为第一届全国人大代表。9月，他出席第一届全国人大第一次会议讨论宪法草案，期间并发言。1960年代组建中国科学院兰州化学物理研究所和中国科学院山西煤炭化学研究所。